# 김동섭 (축구 선수)
김동섭(한국 한자: 金東燮, 1989년 3월 29일 ~ )은 대한민국의 전 축구 선수로 현역 시절 시미즈 에스펄스, 도쿠시마 보르티스, 성남 FC, 부산 아이파크, 아산 무궁화, 서울 이랜드, 강릉시민축구단, 창원 FC 등에서 스트라이커로 활동했다.

## 축구인 생활

### 클럽
2007년 일본 J리그의 시미즈 에스펄스에서 프로 생활을 시작하였으나, 잦은 부상으로 인하여 3년 동안 단 한차례의 리그 경기에도 뛰지 못했다. 2009년 J리그 2부의 도쿠시마 보르티스로 임대되어 활약했다.
2010년 창단된 시민구단 광주 FC가 2011 시즌을 앞두고 드래프트 신청을 한 그를 우선지명권을 사용해 영입하여, K리그에 입성하였다. 광주에서 리그 55경기에 나서 14골을 기록하였다.
2012 시즌 광주가 K리그 챌린지로 강등된 후 2013년 1월 8일 성남 일화로 이적하였다. 성남에서의 첫 시즌 리그 36경기에 나서 14골로 프로 데뷔 후 처음으로 두 자릿 수 득점을 기록하며 성공적인 시즌을 보냈다. 하지만 2014 시즌엔 부진에 빠져 8월까지 무득점 행진을 이어가다가 8월 13일 영남대학교와의 FA컵 경기에서야 시즌 첫 골을 기록하였다.,
2014 시즌과 2015 시즌에는 부진을 거듭하다가 2015년 7월 박용지와 트레이드를 통해 부산 아이파크로 이적하였다.
2016 시즌을 앞두고, 군복무를 위해 안산 경찰청(복무 도중 아산 무궁화로 변경)에 입단하였다. 김동섭은 아산에서 22경기에 출전하여 4골을 기록하였다.
2017시즌 가을, 군복무를 마치고 부산 아이파크에 복귀하여 7경기 1골을 기록하였다.
2019년 1월 21일 김동섭은 K리그2 서울 이랜드 FC로 1년 계약을 체결하며 이적하였다. 그러나 김동섭은 프리 시즌 동안 부상을 입어 전반기 내내 출전하지 못하였고, 회복 중인 상태에서 또 다시 부상을 입어 시즌이 끝날 무렵까지 경기에 출장하지 못하였다. 2019시즌 36라운드 부산 아이파크와의 마지막 경기에서 후반 교체출전을 하며, 이적 후 한 경기는 뛸 수 있었다.
2020시즌을 앞두고 K3리그의 강릉시청으로 이적했다.

### 국가 대표 생활
2004년 대한민국 U-15 대표팀, 2007년 대한민국 U-18 대표팀, 2009년 대한민국 U-20 대표팀 등 각급 청소년 대표팀에서 활약하였다.
2013 동아시안컵 엔트리에 이름을 올리며 성인 대표팀에 첫 발탁되었다. 하지만 2014년 리그에서의 부진으로 대표팀에서도 멀어졌고, 2014 브라질 월드컵 출전은 좌절되었다.

## 선수 경력
- 2007년 ~ 2009년  시미즈 에스펄스
- 2009년 ~ 2010년  도쿠시마 보르티스 (임대)
- 2010년 ~ 2011년  광주 FC
- 2011년 ~ 2012년  광주 FC
- 2013년 ~ 2015년  성남 FC
- 2015년 ~  부산 아이파크
- 2016년 ~ 2017년  안산 무궁화 FC

## 수상

### 개인
- 2006년 제61회 전국고교축구선수권대회 최우수선수 수상
- 2012년 시미즈 에스펄스

- J리그 컵 준우승 1회 (2008년)

#### 성남 FC
- FA컵 우승 1회 (2014년)

#### 안산 무궁화 FC
- K리그 챌린지 : 우승 1회 (2016년)